# Ordem da Cruz da Terra Mariana

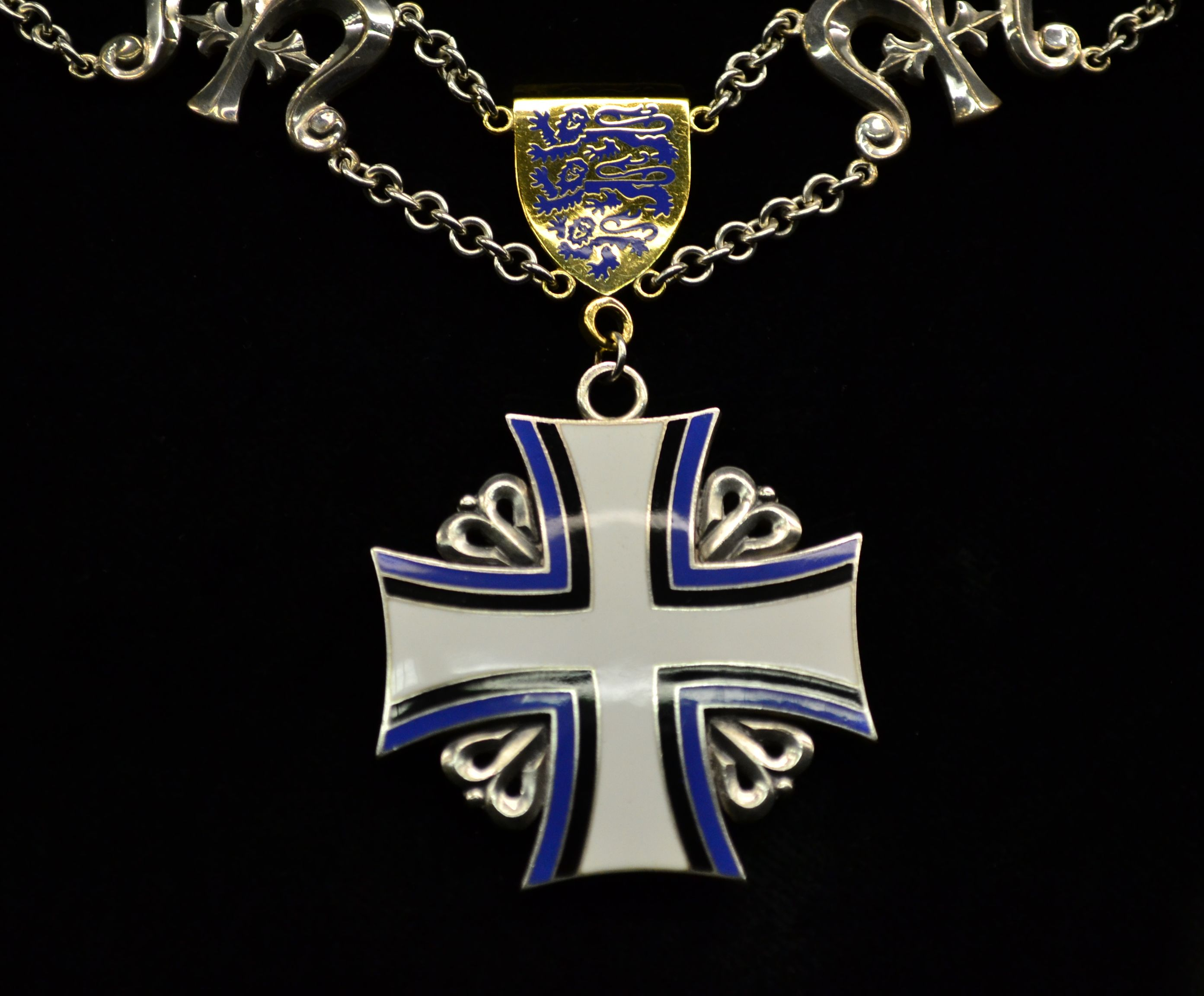
Ordem da Cruz da Terra Marian 1.^{a} Classe

A Ordem da Cruz da Terra Mariana (em estoniano:  Maarjamaa Risti Teenetemärk) foi instituída em 1995 para celebrar a independência da Estónia. A Ordem da Cruz da Terra Mariana é conferida ao Presidente da República, e os Presidentes que tenham deixado de exercer a função mantêm a Ordem da Cruz da Terra Mariana.
O Colar da Ordem foi usado de fato como o emblema do mandato do Presidente da República, uma vez que o colar presidencial original, o da Ordem do Brasão Nacional foi levado, em 1940, da Estónia para o Kremlin, após a ocupação soviética do país, onde permanece até hoje. No entanto, um colar dessa nova ordem foi feita em 2008.
A Ordem da Cruz da Terra Mariana é agraciada pelo Presidente da República aos estrangeiros que tenham prestado serviços especiais à República da Estónia. Como tal, é a mais alta ordem e distinção concedida a cidadãos não estonianos.

## Classes
A Ordem da Cruz da Terra Mariana compreende seis classes: 
- Uma Classe Especial - O Colar da Cruz da Terra Mariana;
- Cinco Classes Básicas - 1.a, 2.a, 3.a, 4.a e 5.a Classes.

As cruzes e os escudos de todas as classes da Ordem da Cruz da Terra Mariana têm o mesmo desenho e são do mesmo tamanho.
| Barretas da Ordem da Cruz da Terra Mariana | Barretas da Ordem da Cruz da Terra Mariana | Barretas da Ordem da Cruz da Terra Mariana | Barretas da Ordem da Cruz da Terra Mariana | Barretas da Ordem da Cruz da Terra Mariana |
| ------------------------------------------ | ------------------------------------------ | ------------------------------------------ | ------------------------------------------ | ------------------------------------------ |
| 1.a Classe                                 | 2.a Classe                                 | 3.a Classe                                 | 4.a Classe                                 | 5.a Classe                                 |